# Henry Young

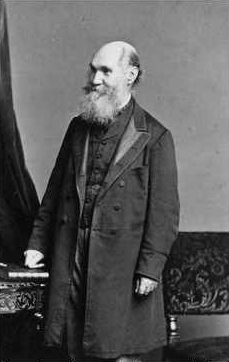
Sir Henry Young

Sir Henry Edward Fox Young (* 23. April 1803 in Brabourne, Großbritannien; † 18. September 1870 in London) war von 1848 bis 1854 Gouverneur von South Australia und danach von 1855 bis 1861 der erste Gouverneur von Tasmanien.

## Leben
Young wurde als dritter Sohn von Sir Aretas William Young in Brabourne in der Grafschaft Kent geboren. Er besuchte die Dean’s School in Bromley, Middlesex, und trat in der Absicht, Anwalt zu werden, der Anwaltskammer Inner Temple bei.
1827 wurde Young jedoch für eine Stelle im Schatzamt der damaligen Kolonie Trinidad berufen und fuhr 1828 nach Demerara in Britisch-Guayana. Im Jahr 1834 wurde er zum Schatzmeister auf der Karibikinsel St. Lucia ernannt, von 1835 an war er jedoch wieder als Regierungssekretär in Britisch-Guyana tätig. 1847 wurde er in London zum Vizegouverneur eines Gebiets am Kap der Guten Hoffnung ernannt. 1847 wurde Young zum Ritter des Order of St. Michael and St. George ernannt.
Am 1. August 1848 kam Young in South Australia an, um dort die Einrichtung einer kolonialen Regierung voranzutreiben. 1851 wurde das erste Parlament von South Australia, bestehend aus 24 Mitgliedern, gebildet.
Im Januar 1855 wurde er zum ersten Gouverneur von Van-Diemens-Land ernannt, dem heutigen Tasmanien. Während seiner Amtszeit erhielt die Insel die erste Regierung und eine eigene Verfassung. 1856 wurde die Insel in Tasmanien umbenannt, als Zeichen der Distanzierung von ihrer Vergangenheit als reine Strafkolonie.
Nach seiner Amtszeit verließ Young Tasmanien, fuhr zurück nach England und lebte dort im Ruhestand bis zu seinem Tod im September 1870. Er ist auf dem Brompton Cemetery in London begraben.
Nach der Ehefrau von Young, Augusta, ist die Stadt Port Augusta in South Australia benannt.